# Assassinat de Georges Ier de Grèce
Vous lisez un « article de qualité » labellisé en 2024.
L'assassinat de Georges Ier de Grèce, roi des Hellènes et prince de Danemark, se produit à la fin de l'après-midi du 18 mars 1913 à Thessalonique, en Grèce. Il est perpétré par un supposé anarchiste grec du nom d'Aléxandros Schinás.
Le jour du meurtre, Georges Ier séjourne à Thessalonique, récemment conquise aux Ottomans par son fils, le diadoque Constantin. Se sentant de moins en moins vigoureux après 50 ans de règne, le roi a l'intention d'abdiquer à l'occasion de son jubilé d'or qui doit se tenir en octobre. Dans l'après-midi, le roi part, comme chaque jour depuis qu'il est arrivé à Thessalonique, se promener dans les rues de la ville, où il se déplace presque sans aucune protection, comme il le fait à Athènes, depuis le début de son règne. Or, vers 17 h 15, à proximité de la Tour blanche, Aléxandros Schinás l'abat d'un coup de revolver. Le roi Georges Ier est rapidement conduit à l'hôpital, mais il meurt avant d'y parvenir. Afin de ne pas attiser la haine des Grecs envers Thessalonique, cité largement peuplée de Slaves, les autorités refusent tout motif politique au régicide et décrivent Aléxandros Schinás comme un déséquilibré alcoolique. Arrêté par la gendarmerie, l'homme est placé en détention et interrogé, mais il meurt par défenestration, le 6 mai 1913.
Après avoir été rapatriée par bateau dans la capitale grecque, la dépouille du roi, entourée des drapeaux grec et danois, est placée dans la cathédrale d'Athènes et exposée publiquement pendant trois jours, avant d'être inhumée dans les jardins du palais royal de Tatoï. Le diadoque Constantin succède à son père à la veille de la Première Guerre mondiale. S'ouvre alors une période de grande instabilité pour la Grèce et la Couronne. Renversé et remplacé par son deuxième fils, Alexandre Ier, après seulement quatre ans de règne, Constantin Ier part en exil et ne retrouve son trône qu'en 1920. Il est contraint d'abdiquer définitivement en 1922, cette fois-ci au profit de son fils aîné, Georges II, à la suite de la défaite de la Grèce dans la guerre gréco-turque.

## Contexte

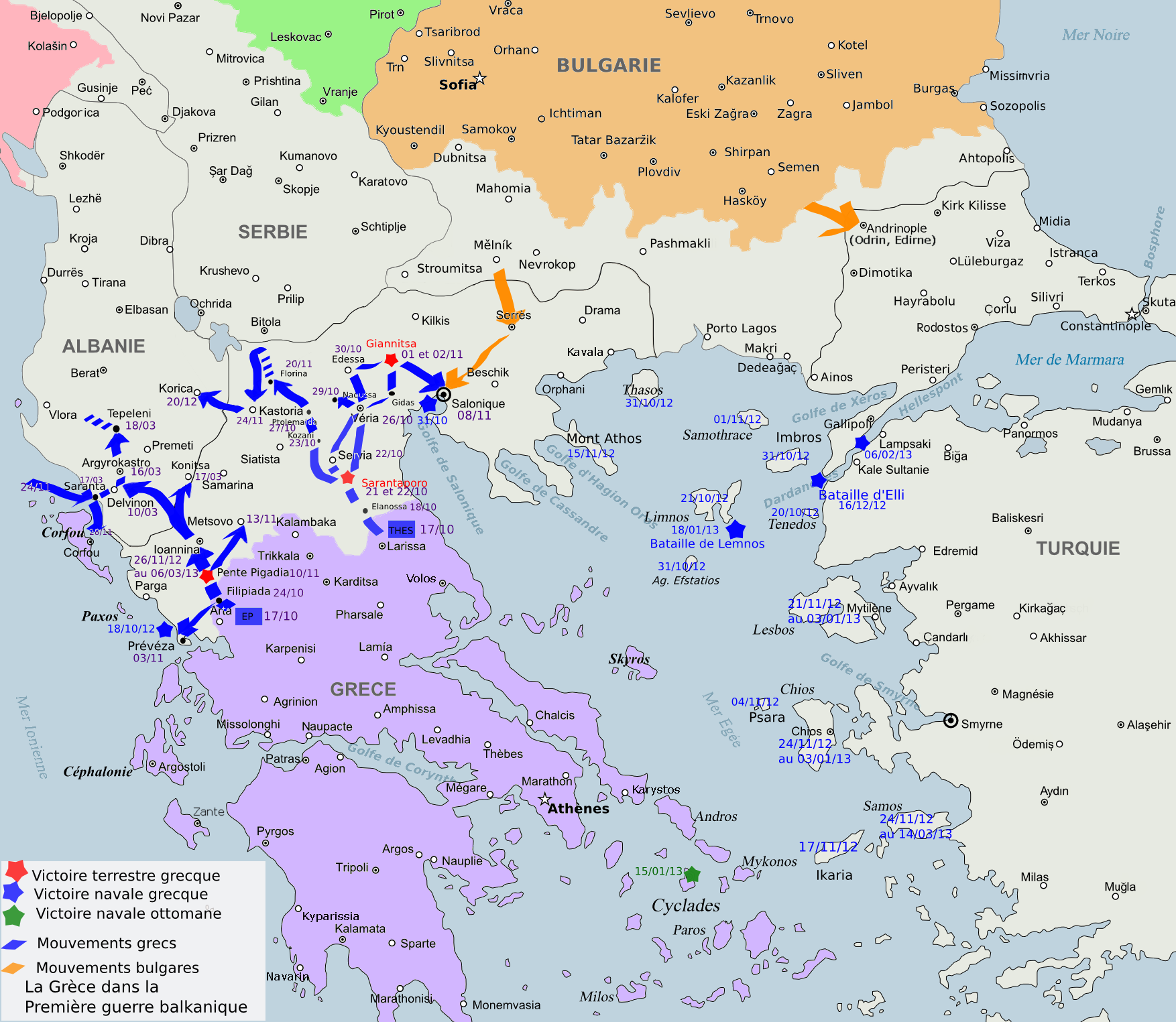
Les opérations grecques durant la première guerre balkanique.

Après avoir été gouvernée par l'Empire ottoman depuis le milieu du XVe siècle jusqu'aux années 1820, la Grèce gagne son indépendance en 1821, avec l'aide du Royaume-Uni, de la France et de la Russie, qui installent le prince bavarois Othon de Wittelsbach comme monarque du nouveau royaume de Grèce. Trente ans plus tard, en 1862, le roi Othon Ier est renversé et les « puissances protectrices » lui choisissent un successeur en la personne du prince Guillaume de Danemark, alors âgé de 17 ans. Celui-ci est approuvé par l'Assemblée nationale grecque et proclamé « roi des Hellènes » sous le nom de règne de Georges Ier, le 30 mars 1863,,,,,.
Poursuivant la « Grande Idée », croyance irrédentiste selon laquelle les terres grecques contrôlées par les Ottomans seraient récupérées et l'Empire byzantin restauré, la Grèce récupère Vólos et d'autres parties de la Thessalie lors de la convention de Constantinople de 1881 mais subit une défaite humiliante lors de la première guerre gréco-turque en 1897, sous la direction du fils aîné du roi, le diadoque Constantin. Le roi Georges Ier survit à une tentative d'assassinat l'année suivante puis à un coup d'État militaire en 1909, qui voit la nomination d'Elefthérios Venizélos au poste de Premier ministre. Celui-ci réorganise l'armée grecque et relègue Constantin à un rôle honorifique. Lorsque la Bulgarie, la Serbie et le Monténégro, alliés de la Grèce au sein de la Ligue balkanique, déclarent la guerre à l'Empire ottoman en octobre 1912, le roi y voit l'occasion de redorer le blason de la Grèce après sa défaite quinze ans plus tôt,,,,,.

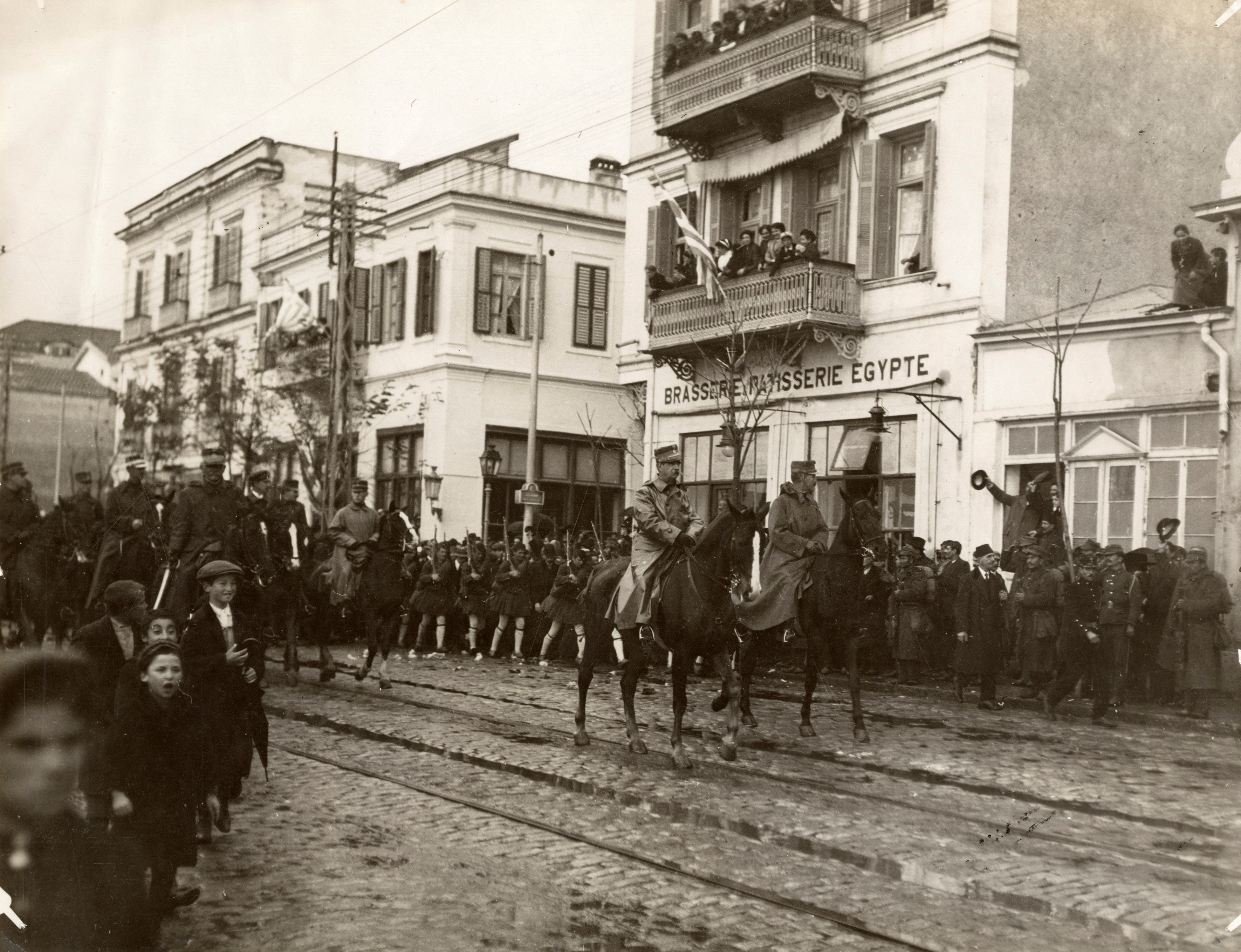
L'armée grecque entrant dans Thessalonique (1912).

Les premières victoires de la première guerre balkanique entraînent des divisions entre les alliés à propos du butin, en particulier du port de Thessalonique (deuxième ville des Balkans ottomans après Constantinople), capital d'un point de vue géographique et économique. Début novembre, les forces grecques entrent dans la ville avec quelques heures d'avance sur leurs alliés bulgares. Constantin traverse la ville à la tête de l'armée et arrive au palais du gouverneur, où il reçoit la reddition des Ottomans. Les Grecs accueillent la libération de la ville dans la liesse. Georges Ier et Venizélos se précipitent à Thessalonique pour appuyer les revendications de la Grèce et organiser une célébration de la victoire devant coïncider avec le prochain jubilé d'or du roi. La libération de Thessalonique est suivie par la reprise de Ioánnina, une autre ville grecque tenue par les Ottomans, lors de la bataille de Bizani au début du mois de mars 1913,,,,.
Lorsqu'il est assassiné, le 18 mars 1913, Georges Ier règne depuis près de 50 ans. C'est un roi populaire, qui a approché plus que jamais la « Grande Idée » au cours de son règne et qui sort de la victoire à Thessalonique au sommet de son prestige.

## Assassinat deGeorgesIer

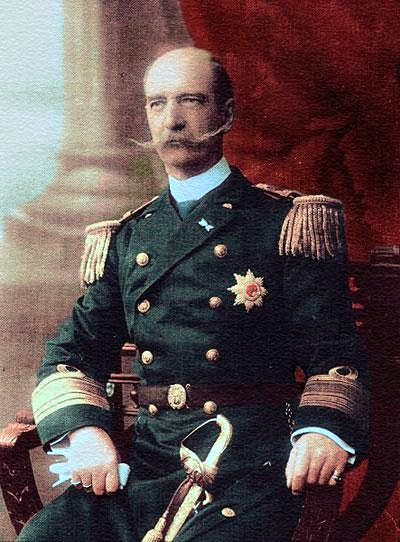
Le roi.

Désireux de tirer avantage de cette popularité pour renforcer sa dynastie, Georges Ier prend la décision d'abdiquer en faveur de son fils, le diadoque Constantin. Le roi profite ainsi de son séjour à Thessalonique pour annoncer à sa famille qu'il souhaite quitter le pouvoir à l'occasion de son prochain jubilé d'or, qui doit avoir lieu au mois d'octobre. Le monarque explique alors qu'il n'a plus assez de vigueur pour continuer à régner et que Constantin a désormais l'âge idéal et l'envergure nécessaire pour le remplacer,.
Le 18 mars 1913, Georges Ier part se promener dans les rues de la ville, comme chaque après-midi depuis qu'il est arrivé à Thessalonique, au côté de son aide de camp, Ioánnis Frangoúdis. Il s'y déplace presque sans aucune protection, exactement comme il le fait à Athènes, depuis le début de son règne. Contre l'avis de ses conseillers, le roi refuse de parcourir la ville avec un grand nombre de gardes ; seuls deux gendarmes sont autorisés à le suivre à distance. Georges Ier et son aide de camp se baladent sur le port, près de la Tour blanche, et discutent de la prochaine visite du roi sur le croiseur de bataille allemand Goeben,,,,. Or, le roi des Hellènes est attendu ce jour-là, à l'angle des rues Vasilíssis Olgas et Agía Triáda, par un homme du nom d'Aléxandros Schinás, un anarchiste grec présumé, âgé d'environ 43 ans.

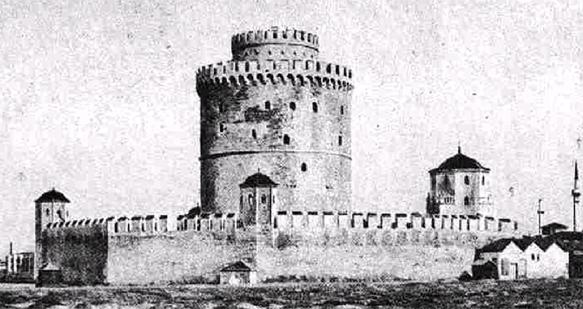
La Tour blanche (1912).

Vers 17 h 15, Schinás tire dans le dos du roi à bout portant avec un revolver,,,,. Selon The New York Times, Schinás s'était « caché » et s'est « précipité » pour tirer sur le roi. Une autre version le décrit sortant d'un café turc appelé le Pasha Liman, ivre et « en haillons », et tirant sur Georges Ier alors que celui-ci passait près de lui,. La balle transperce le cœur du roi, qui s'effondre. Le monarque est alors emmené en calèche à l'hôpital militaire le plus proche, mais il meurt avant d'y parvenir, à l'âge de 67 ans.
Selon The New York Times, les derniers mots de Georges Ier auraient été les suivants : « Demain, lorsque je rendrai ma visite officielle au cuirassé Goeben, c'est le fait qu'un cuirassé allemand honore un roi grec ici à Salonique qui me remplira de bonheur et de satisfaction. » Cependant, le biographe du souverain, le capitaine Walter Christmas, rapporte ses dernières paroles comme suit : « Dieu merci, Christmas peut maintenant terminer son travail par un chapitre à la gloire de la Grèce, du diadoque et de l'armée,. »
Aléxandros Schinás ne tente pas de s'échapper et est immédiatement appréhendé par Ioánnis Frangoúdis,. Des gendarmes supplémentaires arrivent rapidement d'un poste de police voisin. Schinás aurait demandé aux officiers de le protéger de la foule qui l'entourait. Le prince Nicolas, troisième fils de Georges Ier, est rapidement informé de l'événement et accourt à l'hôpital. Seul membre de la famille royale présent à Thessalonique, c'est lui qui fait parvenir au nouveau monarque la nouvelle du décès de leur père. En effet, le diadoque Constantin se trouve alors en Épire, où il commande l'armée qui vient de prendre Ioánnina, avec son frère, le prince Christophe,.

## Réactions nationales et internationales

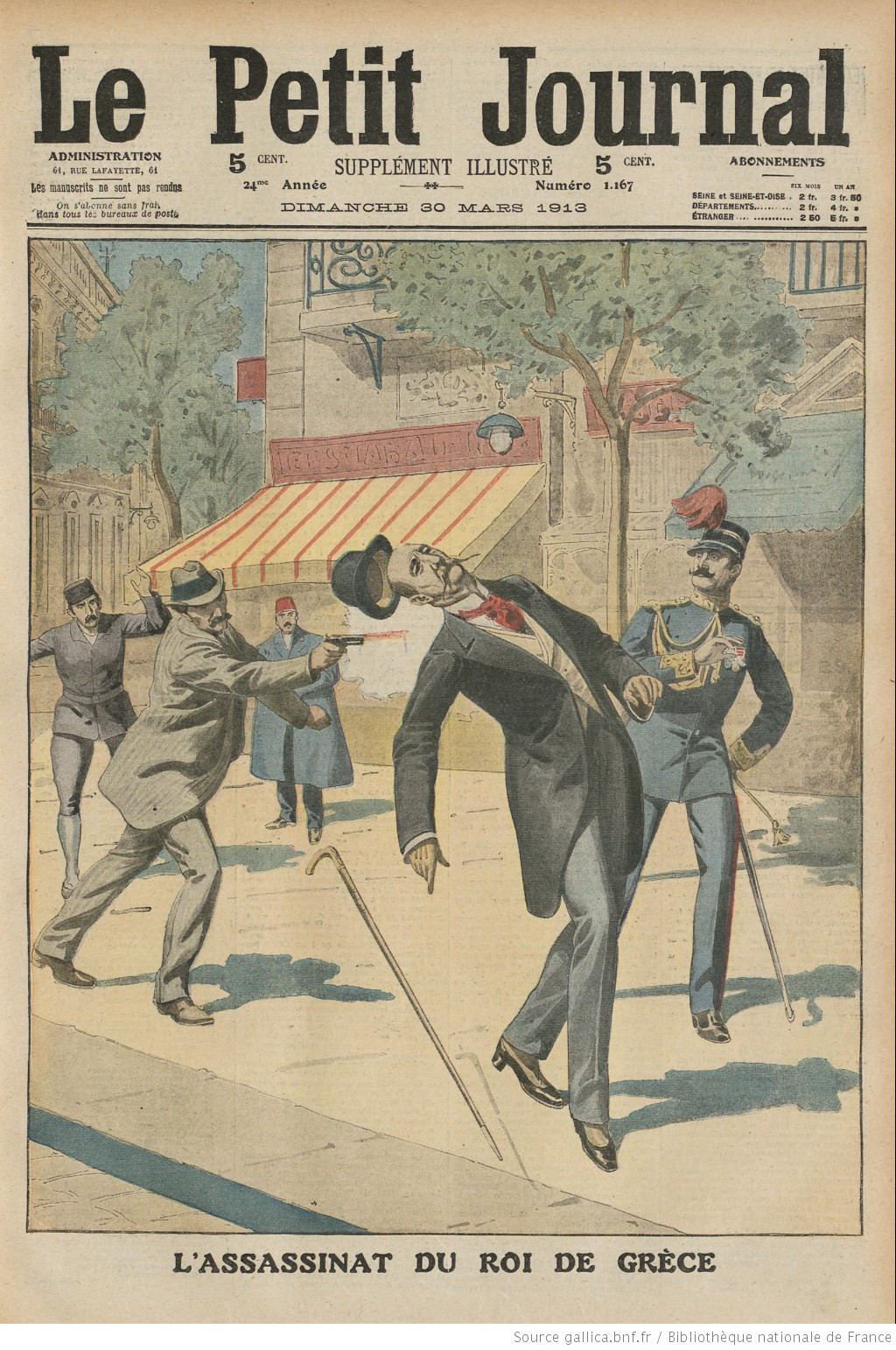
Reconstitution du meurtre en Une du quotidien Le Petit Journal (30 mars 1913).

Immédiatement après l'assassinat, la Grèce refuse d'attribuer un motif politique à l'acte de Schinás. Conscientes que l'assassinat du roi dans une ville largement peuplée de Slaves pourrait raviver les tensions avec la Bulgarie, les autorités grecques tuent quelques résidents musulmans et juifs de Thessalonique qu'elles tiennent pour responsables. Pour calmer l'opinion publique, le gouvernement annonce finalement que le tueur est grec, décrivant Aléxandros Schinás comme un individu de « faible intelligence », un « criminel dégénéré » et une « victime de l'alcoolisme ». Ce « récit étatique » devient la version communément admise du profil de Schinás (voir infra), alcoolique et sans-abri, et sa motivation pour l'assassinat du roi est alors attribuée à une maladie mentale, sans motivation politique,,,. Les autorités tentent ensuite de faire croire à un agent agissant pour le compte de l'étranger (la Bulgarie, l'Allemagne ou l'Empire ottoman), sans toutefois apporter de preuve à leurs allégations.
L'annonce de la mort de Georges Ier provoque la stupéfaction dans toute la Grèce. À Athènes, les journaux paraissent encadrés de noir et publient des articles élogieux sur le monarque. Tous les ministres présentent leurs condoléances à la reine Olga, veuve de Georges Ier. Cette dernière se trouvait à Athènes lorsque son époux a été assassiné, et ce sont son fils André, sa belle-fille Alice et son petit-fils Georges qui lui ont appris la triste nouvelle. Le 19 mars, lendemain de l'assassinat du roi, tous les établissements publics sont fermés et les drapeaux sont mis en berne, des coups de canon sont tirés à intervalles réguliers pour annoncer le grand deuil de la nation et les cloches des églises sonnent le glas. À Athènes, dans le même temps, Elefthérios Venizélos proclame devant le Parlement l'accession au trône du diadoque Constantin.

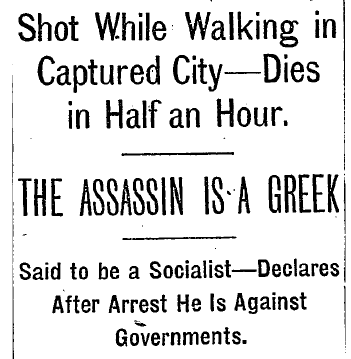
Titre du New York Times faisant état de l'assassinat de (19 mars 1913).

Dans les heures et les jours suivant la diffusion de la nouvelle, le nouveau roi Constantin Ier reçoit des télégrammes de condoléances des souverains et chefs d'État du monde entier. À Berlin, l'empereur Guillaume II décrète un deuil de cour de trois semaines et tous les officiers de la Marine impériale observent un deuil de huit jours. À Londres, le décès de Georges Ier frappe douloureusement la reine douairière Alexandra, sœur du défunt monarque, qui s'évanouit aussitôt. La presse anglophone relève, à cette occasion, les décès successifs qui touchent la souveraine depuis la mort du roi Édouard VII, en 1910,. À Bruxelles, la cour prend le deuil pour vingt et un jours, tandis qu'à Paris, le président de la République, Raymond Poincaré, et le président du Conseil des ministres, Aristide Briand, adressent à Constantin Ier des télégrammes de condoléances. La presse française est unanime pour condamner l'attentat. Dans les colonnes du Figaro, au lendemain de l'assassinat du roi des Hellènes, le journaliste Georges Bourdon écrit : « La mort de ce rare souverain est pour la Grèce une grande perte, dont elle ne sera pas seule à éprouver l'amertume. À travers le monde elle a des amis qui, à sa peine, mêlent leur deuil,. »
Plus généralement, l'assassinat de Georges Ier rappelle d'autres attentats perpétrés contre des monarques ou personnalités politiques au tournant des XIXe et XXe siècles, tels que le roi Humbert Ier d'Italie (1900), l'impératrice Élisabeth d'Autriche (1898), le président de la République française Sadi Carnot (1894) ou encore l'empereur Alexandre II de Russie (1881).

## Profil d'Aléxandros Schinás

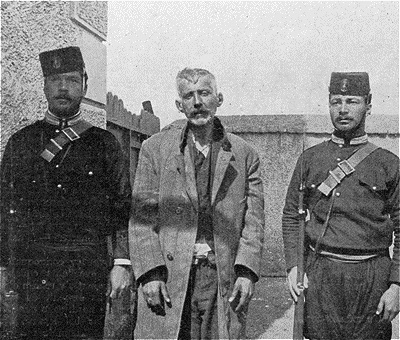
Aléxandros Schinás, après son arrestation (1913).

Bien qu'il soit considéré comme l'un des plus célèbres assassins anarchistes du début du XXe siècle, tout comme Luigi Lucheni (assassin de l'impératrice Élisabeth d'Autriche) ou Leon Czolgosz (assassin du président des États-Unis William McKinley), le profil d'Aléxandros Schinás reste imprécis. D'importantes théories du complot, un temps relayées par les autorités grecques elles-mêmes, ont suggéré que Schinás était un agent au service des Ottomans, des Bulgares, de la Duplice (alliance de l'Allemagne et de l'Autriche-Hongrie), ou des nationalistes macédoniens,,,. Cependant, aucune preuve n'est venue étayer ces théories et l'assassinat du roi Georges Ier n'est revendiqué par aucun groupe nationaliste. Les spécialistes notent que l'assassinat a déstabilisé la « paix délicate et durement gagnée » entre les Grecs et les Bulgares, et que Georges Ier avait déjà décidé d'abdiquer en faveur de Constantin lors de son prochain jubilé d'or, rendant inutile toute intervention de la Duplice visant à favoriser l'avènement au trône du diadoque,.

Alors que le gouvernement hellène refuse d'abord tout motif politique au régicide, la question « Êtes-vous anarchiste ? » est posée lors d'un entretien (réalisé en prison) par un journaliste à Aléxandros Schinás, qui répond : 

« Non, non ! Je ne suis pas anarchiste, mais socialiste. Je suis devenu socialiste lorsque j'étudiais la médecine à Athènes. Je ne sais pas comment. On devient socialiste sans s'en rendre compte, lentement (un pas après l'autre). Tous les gens qui sont bons et éduqués sont socialistes. La philosophie de la médecine, pour moi, c'était le socialisme. »

D'autres théories sur les raisons de l'assassinat voient le jour, comme le fait qu'il s'agissait d'une vengeance contre le roi qui aurait refusé une demande d'aide gouvernementale à Schinás en 1911, ou que ce dernier aurait perdu un important héritage sur le marché boursier grec, qu'il était en mauvaise santé et découragé avant l'attentat,. Un article paru dans The New York Times en 1914 et présentant les assassinats politiques récents ne cite pas Schinás parmi les « anarchistes qui croient aux tactiques militantes », mais il décrit l'assassin de Georges Ier comme « un Grec nommé Alékos Schinás qui était probablement à moitié dément ».

Aléxandros Schinás lui-même attribue son acte à des « délires » provoqués par la tuberculose : 

« La nuit, je me réveillais, comme si j'étais pris de folie. Je voulais détruire le monde. Je voulais tuer tout le monde, car toute la société était mon ennemie. Le hasard a voulu que, dans cet état psychologique, je rencontre le roi. J'aurais tué ma propre sœur si je l'avais rencontrée ce jour-là. »

Torturé et contraint de subir des examens pendant sa détention,, Aléxandros Schinás ne nomme aucun complice,. Selon le journal grec I Kathimeriní, il aurait déclaré à la reine Olga, lors d'une réunion privée, avoir agi seul. I Kathimeriní rapporte également que Schinás aurait fait des dépositions après son arrestation, mais que leurs transcriptions auraient été perdues dans un incendie à bord du navire qui les transportait au Pirée. Durant l'entretien réalisé en prison, Schinás nie par ailleurs toute préméditation,.

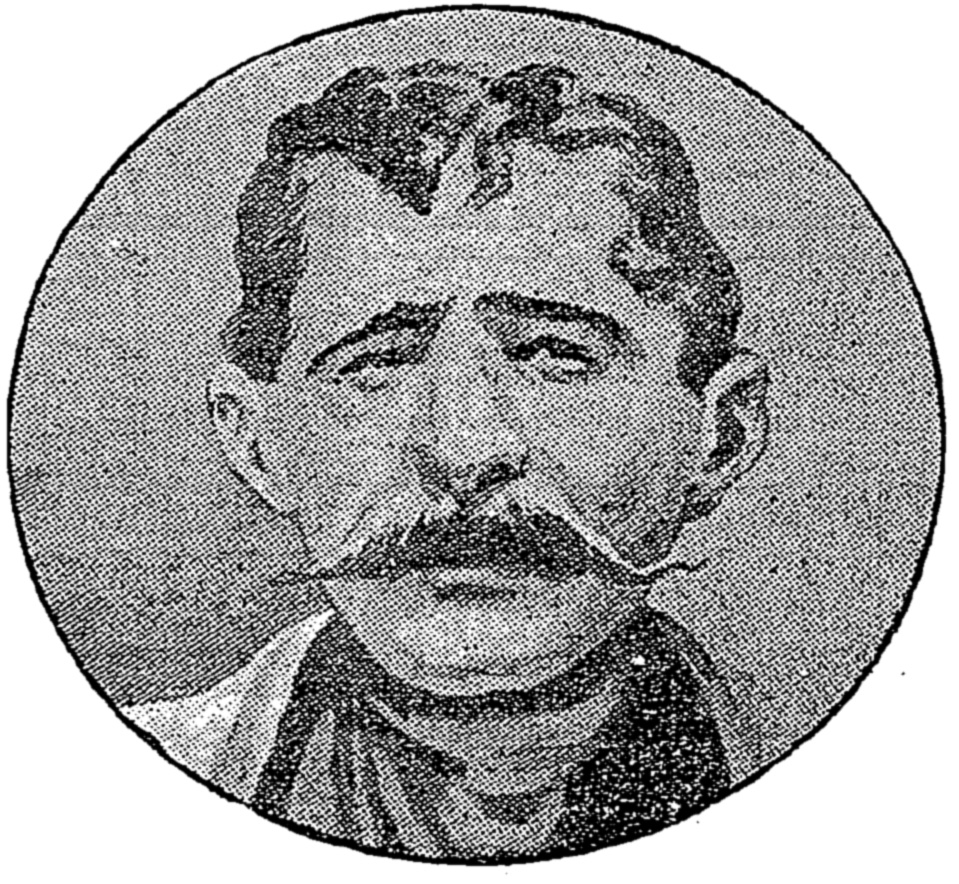
Portrait d'Aléxandros Schinás paru dans le quotidien américain The New York Times (13 avril 1913).

Le 6 mai 1913, soit six semaines après son arrestation, Aléxandros Schinás meurt en se défenestrant du bureau du juge d'instruction de la gendarmerie de Thessalonique,,. Les autorités déclarent que Schinás, qui n'était pas menotté, a profité d'un instant de distraction de ses gardes pour courir et sauter par la fenêtre, faisant une chute de neuf mètres. Certains supposent que Schinás s'est suicidé pour éviter d'endurer d'autres actes de torture et une mort lente due à la tuberculose, mais d'autres suggèrent qu'il aurait été jeté par la fenêtre par les gendarmes, peut-être pour le faire taire,,,,,. Après sa mort, son oreille et sa main sont amputées et utilisées pour l'identification, puis conservées et exposées au musée de criminologie d'Athènes.
Au XXIe siècle, Schinás reste généralement dépeint comme un anarchiste aux motivations politiques,,,. En 2014, toutefois, Michael Newton nuance cette version, décrivant la torture subie par Schinás durant sa détention comme ayant produit « une confession confuse qui mélangeait des sentiments anarchistes avec une affirmation selon laquelle il avait tué le roi parce qu'il refusait de lui donner de l'argent ». En 2018, Michael Kemp exprime pareillement des doutes quant à l'affiliation d'Aléxandros Schinás à l'anarchisme ou à la propagande par le fait, expliquant que les termes « socialisme » et « anarchisme » étaient à l'époque utilisés de manière interchangeable et que les rapports selon lesquels Schinás aurait sollicité une aide gouvernementale ou investi toute sa fortune dans un marché boursier ne soutiennent pas les théories selon lesquelles il était soit socialiste, soit anarchiste,. Au lieu de cela, Michael Kemp suggère ainsi : « Plutôt que de faire partie d'une conspiration plus large, qu'elle soit politique ou étatique, Aléxandros Schinás était peut-être simplement un homme malade (à la fois mentalement et physiquement) cherchant à échapper aux dures réalités du début du XXe siècle. »

## Rapatriement et funérailles à Athènes

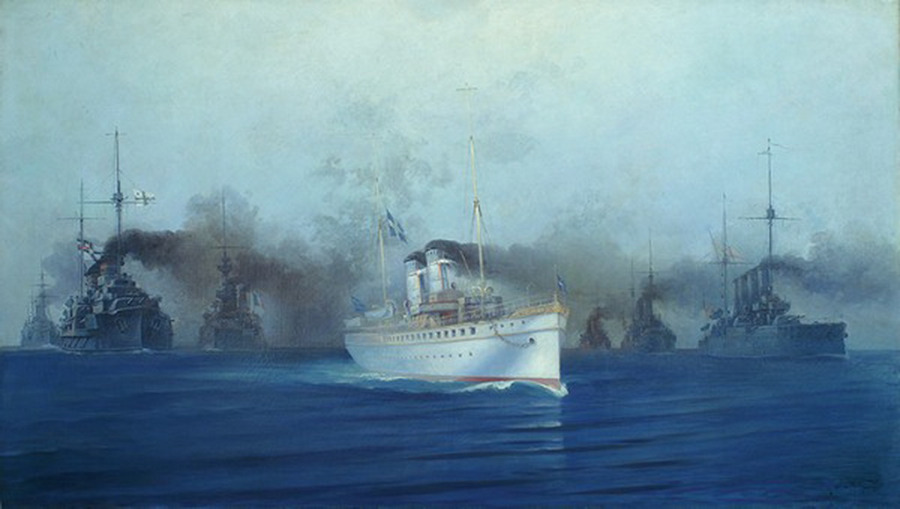
Transport de la dépouille du roi Georges Ier (roi des Hellènes) par l'Amphitrite et son escorte (Vassílios Chatzís, 1913).

Provisoirement, après l'attentat, le corps du souverain est embaumé et placé dans une petite salle, près de l'entrée de l'hôpital,. Le soir même de l'assassinat a lieu le transfert du corps de l'hôpital au palais. La dépouille mortelle de Georges Ier est recouverte du drapeau grec et mise sur une civière, que portent tour à tour le prince Nicolas, les aides de camp du roi et les officiers supérieurs, puis les autorités civiles et religieuses. Le cortège passe à l'endroit où le roi a été assassiné. Arrivé à 22 heures au palais où un bataillon rend les honneurs, le corps est ensuite déposé dans un salon à l'entresol. Le métropolite de Thessalonique, Gennádios Alexiádis, prononce une prière puis les autorités civiles et militaires défilent silencieusement devant le cercueil du monarque,.
Le corps du roi est rapatrié à Athènes sur son yacht, l'Amphitrite, escorté par une flottille de navires de guerre. Le transfert de la dépouille royale a lieu le 25 mars 1913 et donne lieu à une importante cérémonie à Thessalonique. Parti du palais à 9 heures, le cortège, encadré de traditionnels evzones qui forment la garde particulière du souverain défunt, s'achemine vers le port sous les regards d'une foule nombreuse et recueillie. Le cercueil, qui repose sur un affût de canon, est enveloppé du drapeau national, sur lequel, à l'endroit de la tête, est placée la couronne. Il est suivi par la famille royale, et ce sont les princes et le nouveau roi lui-même qui, au port, transportent le corps à bord de l'Amphitrite. Sur le yacht royal, le métropolite prononce un discours évoquant un roi « tombé au champ d'honneur ». Le bateau prend ensuite la direction du Pirée, accompagné de trois destroyers grecs, de la canonnière russe Ouraletz, du croiseur de bataille allemand Goeben, du croiseur britannique Yarmouth, du croiseur français Bruix et du croiseur italien San Giorgio,.
Retardé par le brouillard, l'Amphitrite n'arrive à Athènes que le 27 mars un peu avant midi. Il est attendu, sur le débarcadère, par tous les hauts dignitaires de la cour et du royaume, qui montent à bord pour s'incliner, les premiers, devant la dépouille du monarque. Pendant le débarquement du cercueil, les batteries tirent des salves. Le corps de Georges Ier est, comme à Thessalonique, placé sur un affût de canon et tiré par des marins hellènes. Constantin Ier suit le cercueil, que précède le Saint-Synode. Derrière le souverain viennent les princes, le ministre luthérien, les ministres, les consuls étrangers, et les autorités civiles et militaires. Les reines Olga, veuve de Georges Ier, et Sophie, épouse de Constantin, ainsi que les princesses de la famille royale, suivent le cortège dans des voitures.
À la gare, le corps du souverain est placé dans un wagon mortuaire peint en blanc avec des bandes mauves latérales. Lorsque le train spécial s'ébranle en direction de la capitale, les canons des navires étrangers ancrés au Pirée tirent, en même temps que les batteries grecques, les salves de salut. À Athènes, le cortège se rend, au milieu d'une affluence énorme, à la cathédrale de l'Annonciation où, après une cérémonie religieuse, le cercueil, entouré des drapeaux de la Grèce et du Danemark (pays dont Georges Ier est né prince), est placé dans une chapelle et exposé publiquement pendant trois jours,.

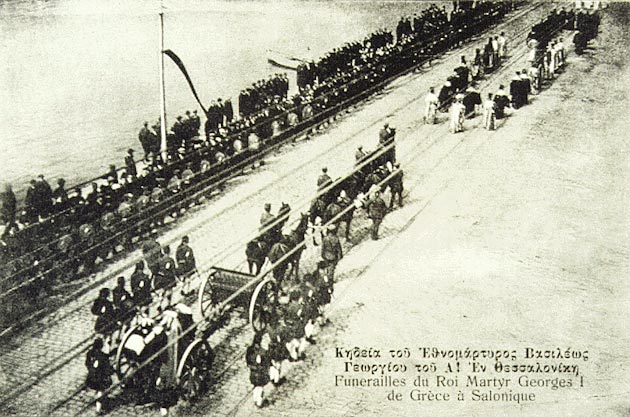
Funérailles de (1913).

Les funérailles solennelles du roi Georges Ier ont lieu le 2 avril 1913 à Athènes devant une foule immense. La cathédrale de l'Annonciation est massivement décorée de couronnes de fleurs. Le cercueil royal repose devant l'autel, sur une petite estrade tendue de violet, six aides de camp du roi montant la garde funèbre. Parmi les hôtes étrangers figurent notamment le prince héritier de Roumanie, le prince héritier de Bulgarie, le prince Henri de Prusse, le prince héritier de Serbie, le prince Alexandre de Teck, le prince Valdemar de Danemark, le prince Roland Bonaparte, l'infant Charles d'Espagne, le grand-duc Dimitri Constantinovitch de Russie, le duc de Cumberland, ou encore le comte de Turin. À l'issue de la cérémonie religieuse, le cortège prend la direction de la gare de Larissa où un train spécial doit ramener le corps de Georges Ier vers le palais royal de Tatoï. De nouveau posé sur un affût de canon et tiré par un détachement de marins, le cercueil est suivi à pied par les membres du clergé, le roi et les princes grecs et étrangers, ainsi que par plusieurs voitures. Le corps du monarque est ensuite inhumé dans les jardins du palais de Tatoï, que Georges Ier affectionnait particulièrement,,,.

## Suites et conséquences

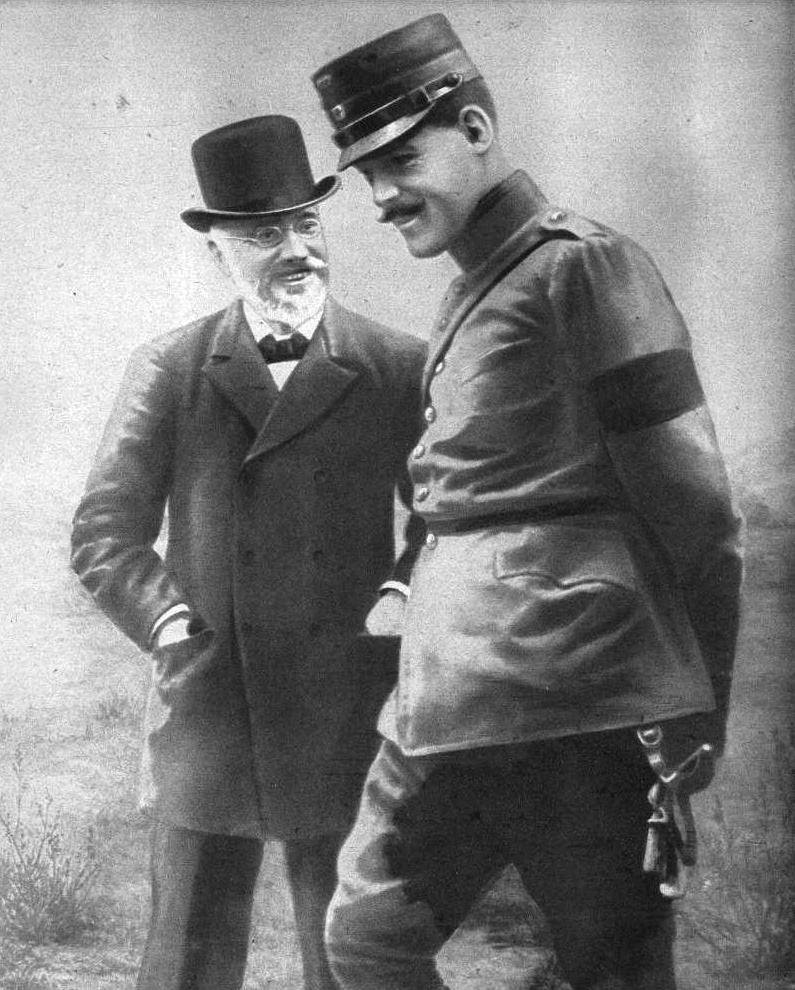
Elefthérios Venizélos et Constantin Ier (roi des Hellènes) (1913).

Si les Grecs pleurent la mort du roi Georges Ier, ils se montrent néanmoins enthousiastes à l'idée que Constantin monte sur le trône,. Comme le prévoit la Constitution de 1911, celui-ci prête serment en tant que roi des Hellènes le 21 mars 1913 devant le Parlement grec. La fin de la première guerre balkanique et la signature du traité de Londres du 30 mai 1913 permettent au royaume de Grèce de s'étendre considérablement : une grande partie de la Macédoine (avec Thessalonique) et de l'Épire, ainsi que la Crète et la plupart des îles Égéennes sont en effet annexées par la Grèce. La paix est pourtant loin d'être acquise et une deuxième guerre balkanique, cette fois contre le royaume de Bulgarie, éclate le 16 juin 1913.
En outre, Constantin Ier est loin d'avoir la même personnalité que son père et son opposition au Premier ministre Elefthérios Venizélos est à l'origine de difficultés politiques. Le nouveau souverain n'a d'ailleurs jamais été formé aux affaires d'État par Georges Ier. Il fait donc preuve de beaucoup de maladresse, dont les conséquences se révèlent désastreuses lors de la Première Guerre mondiale. Dans les années qui suivent, la division entre Constantin Ier et Elefthérios Venizélos conduit au Schisme national, un conflit civil qui, selon certains historiens, aurait pu être évité si Georges Ier n'avait pas été assassiné par Aléxandros Schinás,,,. Finalement, Constantin doit quitter le pouvoir en 1917, après que les forces alliées l'ont menacé de bombarder Athènes. Il laisse alors le trône à son deuxième fils, Alexandre Ier, et s'installe ensuite en Suisse avec son épouse Sophie et leurs autres enfants. Mais après la mort inattendue du jeune roi, la défaite de Venizélos aux élections législatives de 1920 et un plébiscite rappellent Constantin au pouvoir. Cependant, l'échec militaire de la Grèce dans la guerre gréco-turque conduit le monarque à abdiquer définitivement en 1922 et à partir en exil en Italie, où il meurt quelques mois plus tard,,. Son fils aîné, Georges II, lui succède brièvement avant de renoncer à son tour à la couronne.
Finalement, l'assassinat de Georges Ier clôt un règne de près de 50 ans, soit le plus long de l'histoire de la monarchie grecque. Si l'on excepte Alexandre Ier, roi fantoche soumis à l'emprise d'Elefthérios Venizélos, et Paul Ier, unique membre de la dynastie à régner sans interruption de son intronisation à sa mort tout en décédant de manière naturelle, les successeurs de Georges Ier ont tous à connaître les affres de l'exil. À la suite de la Première Guerre mondiale et de la guerre gréco-turque, un premier intermède républicain se produit entre 1924 et 1935. La Grèce est ensuite plongée au sortir de la Seconde Guerre mondiale dans la guerre civile de 1946 à 1949, puis confrontée à une dictature militaire de 1967 à 1974, laquelle abolit définitivement la monarchie en 1973, avant qu'un référendum confirme l'instauration de la Troisième République l'année suivante,.

## Postérité et hommages

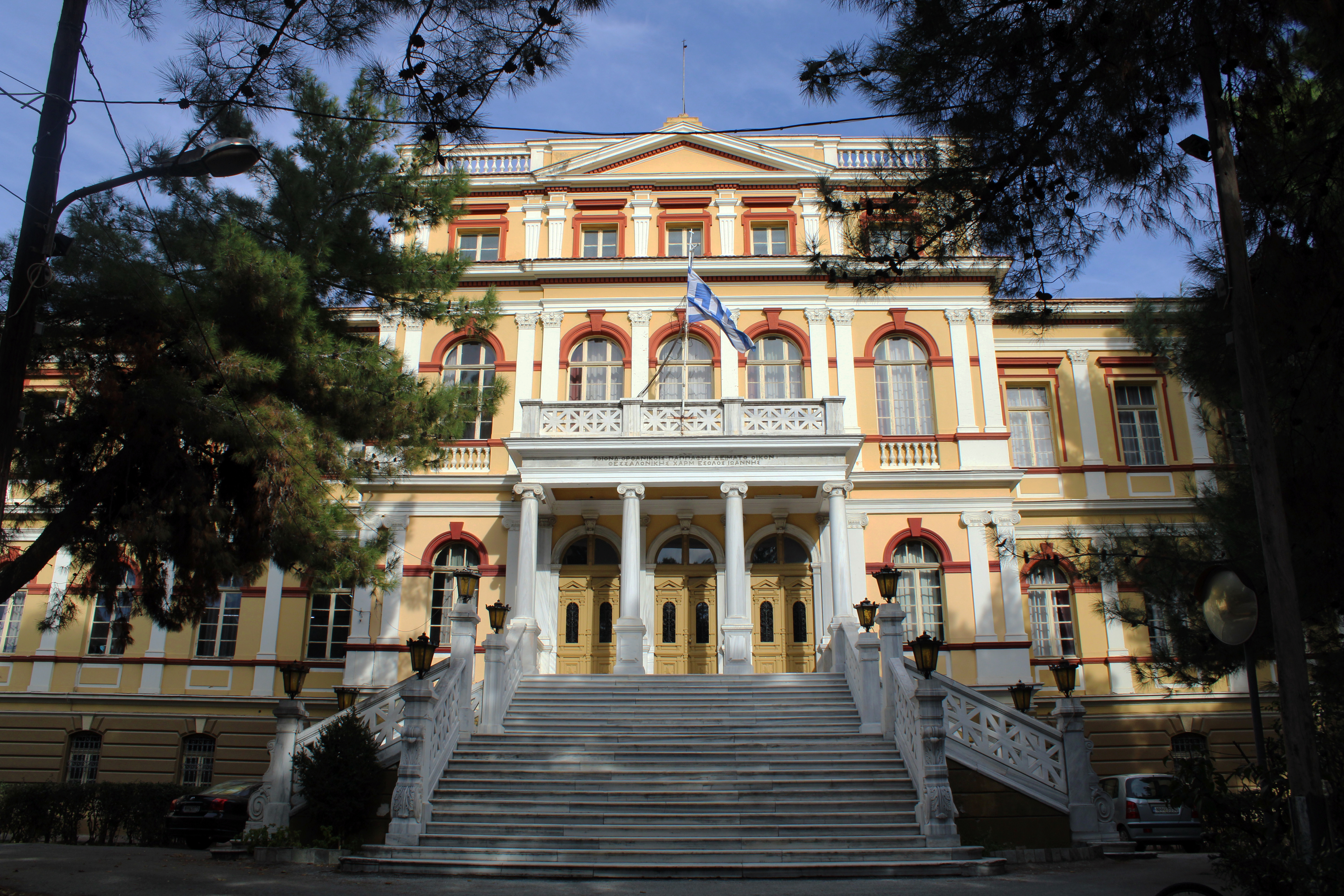
L'orphelinat Papafeio (2020), où a été conduit Georges Ier (roi des Hellènes) après l'attentat qui lui a coûté la vie.

En 1915, un buste commémoratif en marbre du roi Georges Ier est érigé à l'endroit où a eu lieu l'assassinat à Thessalonique, dans une rue désormais baptisée Vasiléos Georgíou (« rue du Roi-Georges »). Réalisé par le sculpteur Konstantínos Dimitriádis, le buste du souverain est la plus ancienne sculpture en plein air de la ville.
Depuis 1960, une salle de l'orphelinat Papafeio, ancien hôpital militaire où a été conduite la dépouille de Georges Ier après l'attentat perpétré par Aléxandros Schinás, abrite un petit musée consacré au premier roi des Hellènes.
À l'occasion du centenaire de l'assassinat du roi, la Poste grecque émet en 2013 une série de dix enveloppes commémoratives à son effigie, dont un exemplaire est offert au roi Constantin II, arrière-petit-fils de Georges Ier et dernier souverain de Grèce.
De brèves allusions à l'assassinat de Georges Ier, grand-père du prince Philip, duc d'Édimbourg, sont faites dans les épisodes « Poudre aux yeux » (saison 1, épisode 5) et « La Compagnie des hommes » (saison 2, épisode 2) de la série The Crown,.

### Sur l'assassinat
- (el) Γιώργος Ο. Αναστασιάδης, « Η δολοφονία του βασιλιά Γεώργιου Α' (1913) », dans Το παλίμψηστο του αίματος : πολιτικές δολοφονίες και εκτελέσεις στη Θεσσαλονίκη (1913-1968) [« Le palimpseste du sang : assassinats politiques et exécutions à Thessalonique (1913-1968) »], Επίκεντρο,‎ 2010, 1re éd. (ISBN 9789604582808, OCLC 713835670).
- (en) Dulcie M. Ashdown, Royal Murders : Hatred, Revenge and the Seizing of Power, The History Press, 2011 (1re éd. 1998), 262 p. (ISBN 9780752469195, OCLC 779141017, lire en ligne).
- Jean des Cars, « En Grèce, le souverain, héros de la guerre balkanique, est victime de sa modestie », dans Le Sceptre et le Sang : Rois et reines dans la tourmente des deux guerres mondiales, Paris, Perrin, 2014, 474 p. (ISBN 978-2-262-04110-6), p. 46-47.
- (el) Γιάννης Μέγας, « 18 Μαρτίου 1913 : Δολοφονία του βασιλιά Γεώργιου », dans Απαγωγές και δολοφονίες στη Θεσσαλονίκη 1852-1913 [« Enlèvements et meurtres à Thessalonique 1852-1913 »], University Studio Press,‎ 2020 (ISBN 978-960-12-2510-4), p. 247-258.
- (en) Michael Newton, « George I of Greece (1845-1913) », dans Famous Assassinations in World History : An Encyclopedia [2 volumes], ABC-Clio, 2014 (ISBN 9781610692861, OCLC 957637380), p. 179-181.
- (el) Αρίστη Προυσσιώτη, Οι δολοφονίες του βασιλέως Γεωργίου Α' : Επάλληλες αναδιηγήσεις [« L'assassinat du roi Georges Ier : récits répétés »], Athènes, Μελάνι,‎ 2013, 66 p. (ISBN 9789609530422).
- (en) Nigel West, « George I », dans Encyclopedia of political assassinations, Rowman & Littlefield, 2017 (ISBN 9781538102381, OCLC 980219049), p. 83.

### SurGeorgesIeret sa famille
- (en) Captain Walter Christmas (trad. du danois), King George of Greece, New York, MacBride, Naste & Company, 1914 (ISBN 1402175272, lire en ligne).
- Christophe de Grèce (préf. Michel de Grèce), Ma famille côté cours, Paris, Lacurne, 2021 (1re éd. 1939), 326 p. (ISBN 978-2-35603-025-2, BNF 46808809).
- Inès de Kertanguy, Princesse Alice de Battenberg : Le tragique destin de la mère du prince Philip, Paris, Presses de la Cité, 2023, 304 p. (ISBN 978-2-258-20066-1, BNF 47246417).
- (en) Peter Mario Kreuter, « From Dybbøl to Thessaloniki : George I, King of the Hellenes, and the Fate of War », dans The Changing Places and Faces of War, Brill Publishers, 2014 (ISBN 9781848882966, OCLC 904802285, DOI 10.1163/9781848882966_006, lire en ligne ), p. 87-116.
- (es) Ricardo Mateos Sáinz de Medrano, La Familia de la Reina Sofía : La Dinastía griega, la Casa de Hannover y los reales primos de Europa, Madrid, La Esfera de los Libros, 2004, 573 p. (ISBN 978-84-9734-195-0).
- (en) John Van der Kiste, Kings of the Hellenes : The Greek Kings, 1863-1974, Sutton Publishing, 1994 (ISBN 0750921471).
- (en) Hugo Vickers, Alice : Princess Andrew of Greece, Londres, Hamish Hamilton, 2000, 520 p. (ISBN 0-241-13686-5).

### Sur la mouvance anarchiste
- (en) Richard Bach Jensen, « Anarchist terrorism and counter-terrorism in Europe and the world, 1878–1934 », dans Randall D. Law, The Routledge History of Terrorism, Routledge, 2015 (ISBN 9781317514879, OCLC 951551065), p. 111-129.
- (en) Richard Bach Jensen, « Historical lessons : an overview of early anarchism and lone actor terrorism », dans Michael Fredholm, Understanding Lone Actor Terrorism : Past Experience, Future Outlook, and Response Strategies, Routledge, 2016 (ISBN 9781317328612, OCLC 947086466), p. 29-45.
- (en) Michael Kemp, « Beneath a White Tower », dans Bombs, Bullets and Bread : The Politics of Anarchist Terrorism Worldwide, 1866–1926, McFarland & Company, 2018 (ISBN 9781476671017, OCLC 1043054028), p. 178-186.
- (en) Henry E. Mattox, Chronology of World Terrorism, 1901–2001, McFarland & Company, 2015 (1re éd. 2004) (ISBN 9781476609652, OCLC 910878829).

### Histoire de la Grèce
- (en) Richard Clogg, A Concise History of Modern Greece, Cambridge, University Press, 1992, 291 p. (ISBN 978-0-521-00479-4, lire en ligne).
- (en) Douglas Dakin, The Unification of Greece, 1770-1923, Ernest Benn Limited, 1972, 368 p. (ISBN 9780510263119, OCLC 2656514).
- Édouard Driault et Michel Lhéritier, Histoire diplomatique de la Grèce de 1821 à nos jours : Le Règne de Georges Ier avant le traité de Berlin (1862-1878) - Hellénisme et slavisme, t. III, PUF, 1926 (lire en ligne).
- Édouard Driault et Michel Lhéritier, Histoire diplomatique de la Grèce de 1821 à nos jours : Suite du règne de Georges Ier jusqu'à la Révolution turque (1878-1908) - Hellénisme et Germanisme, t. IV, PUF, 1926 (lire en ligne).
- Édouard Driault et Michel Lhéritier, Histoire diplomatique de la Grèce de 1821 à nos jours : La Grèce et la Grande Guerre - De la Révolution turque au traité de Lausanne (1908-1923), t. V, PUF, 1926 (lire en ligne).
- (en) Thomas W. Gallant, Modern Greece, Londres, Arnold, 2001, 280 p. (ISBN 9780340763360, OCLC 248722096).
- (en) George Kaloudis, Navigating Turbulent Waters : Greek Politics in the Era of Eleftherios Venizelos, Rowman & Littlefield, 2019, 254 p. (ISBN 9781498587396, OCLC 1108993066, lire en ligne).